# Tipula (Pterelachisus) vayu
Tipula (Pterelachisus) vayu is een tweevleugelige uit de familie langpootmuggen (Tipulidae). De soort komt voor in het Oriëntaals gebied.